# Boulogne-Billancourt
Boulogne-Billancourt é uma comuna francesa na região administrativa de Île-de-France, no departamento de Hauts-de-Seine. Estende-se por uma área de 6,17 km², com habitantes, segundo os censos de 2005, com uma densidade de 17 730,9 hab/km².

## Geografia

### Transporte

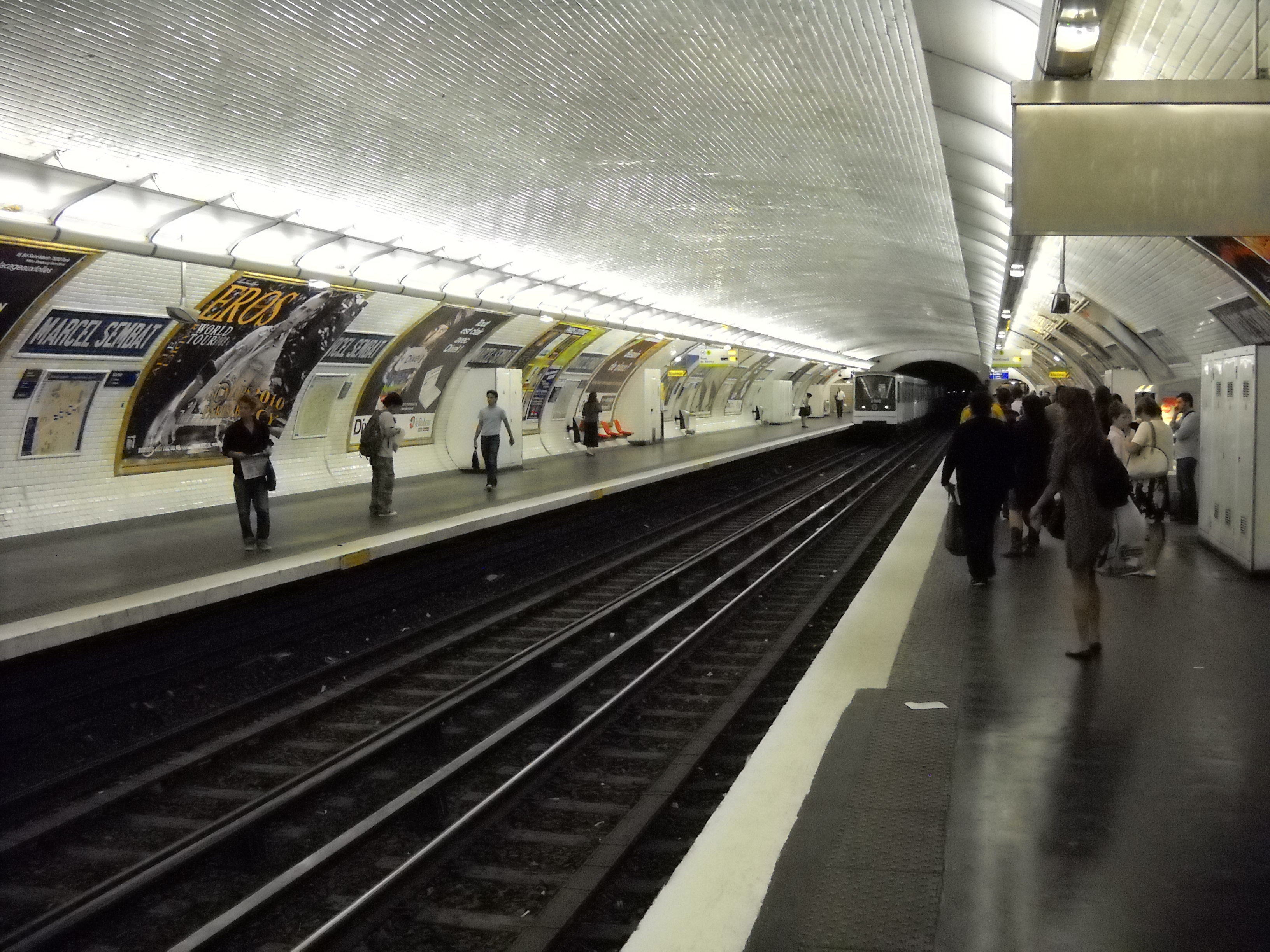
A estação Marcel Sembat, aberta em 1934, serve o centro da cidade de Boulogne-Billancourt.

Boulogne-Billancourt é servida por duas linhas da rede do Metropolitano de Paris. O acesso é feito ao centro e ao sul da cidade nas estações Marcel Sembat, Billancourt e Pont de Sèvres da linha 9. A extensão dessa linha para Boulogne-Billancourt é de importância histórica, pois, inaugurada em 3 de fevereiro de 1934, forma a primeira extensão do metrô de Paris nos subúrbios. As outras duas estações de Boulogne, Boulogne - Jean Jaurès e Boulogne - Pont de Saint-Cloud, na linha 10, são bem mais recentes. Abertas respectivamente em 3 de outubro de 1980 e 2 de outubro de 1981, elas resultam de uma vontade de servir melhor a cidade, especialmente sua parte norte.

## Toponímia
Boulogne-Billancourt leva o nome da cidade de Bolonha-sobre-o-Mar no Pas-de-Calais. A paróquia situada em torno de uma localidade de Auteuil chamada Mesnuls-lès-Saint-Cloud, foi criada em 1330 para proporcionar as peregrinações marianas mais perto de Paris que aquelas, muito populares, da cidade nortista. Essa leva ela mesma o nome da cidade italiana de Bolonha. A paróquia parisiense era então chamada Boulogne-la-Petite antes de se tornar Boulogne-sur-Seine durante a sua elevação em comuna em 1790 (muitas vezes chamada simplesmente de Boulogne), seu território tem crescido até o Sena com terras pertencentes a Saint-Cloud. Ela foi renomeada Boulogne-Billancourt em 1926, depois da anexação de Billancourt em 1859.
Boulogne-Billancourt é muitas vezes chamada simplesmente de Boulogne pela população local e em alguns sinais de estrada. O nome definido pelo código geográfico oficial, Boulogne-Billancourt, é sobretudo utilizado de maneira administrativa, bem como a nível nacional para diferenciá-la de Boulogne-sur-Mer (Bolonha-sobre-o-Mar).

## Demografia
| 1793  | 1800  | 1806  | 1821  | 1831  | 1836  | 1841  | 1846  | 1851  |
| ----- | ----- | ----- | ----- | ----- | ----- | ----- | ----- | ----- |
| 3 600 | 2 481 | 2 378 | 3 266 | 5 323 | 5 993 | 6 906 | 7 847 | 7 602 |

| 1856   | 1861   | 1866   | 1872   | 1876   | 1881   | 1886   | 1891   | 1896   |
| ------ | ------ | ------ | ------ | ------ | ------ | ------ | ------ | ------ |
| 11 378 | 13 944 | 17 343 | 18 965 | 21 556 | 25 825 | 30 084 | 32 569 | 37 418 |

| 1901   | 1906   | 1911   | 1921   | 1926   | 1931   | 1936   | 1946   | 1954   |
| ------ | ------ | ------ | ------ | ------ | ------ | ------ | ------ | ------ |
| 44 416 | 49 969 | 57 027 | 68 008 | 75 559 | 86 234 | 97 379 | 79 410 | 93 998 |

| 1962 | 1968    | 1975    | 1982    | 1990    | 1999    | - | - | - |
| --- | ------- | ------- | ------- | ------- | ------- | - | - | - |
| 106 641 | 109 008 | 103 578 | 102 582 | 101 743 | 106 367 | - | - | - |
| Para os censos de 1962 a 2006 a população legal corresponde à popolução sem duplicidades, segundo define o INSEE. |         |         |         |         |         |   |   |   |

## Hospital
- Hospital Ambroise-Paré

## Educação
- École supérieure des sciences commerciales d'Angers

## Personalidades
- Pedro Henrique de Orléans e Bragança (1909), neto da Princesa Isabel, herdeiro ao reivindicado trono imperial brasileiro.
- Patrick Modiano (1945), prémio Nobel da Literatura de 2014.